# Neobisium brevipes montanum
Neobisium brevipes montanum es una subespecie de arácnido del orden Pseudoscorpionida de la familia Neobisiidae.

## Distribución geográfica
Se encuentra en Rumania.